# Sabulodes arenularia
Sabulodes arenularia är en fjärilsart som beskrevs av Pieter Cornelius Tobias Snellen 1874. Sabulodes arenularia ingår i släktet Sabulodes och familjen mätare. Inga underarter finns listade.